# Xã Grugan, Quận Clinton, Pennsylvania
Xã Grugan (tiếng Anh: Grugan Township) là một xã thuộc quận Clinton, tiểu bang Pennsylvania, Hoa Kỳ. Năm 2010, dân số của xã này là 51 người.